# Prêmio Contigo! de TV de 2013
Prêmio Contigo! de TV de 2013

13 de maio de 2013
Novela:
Avenida Brasil
Série:
As Brasileiras
Atriz – Novela:
Adriana Esteves
Ator – Novela:
Murilo Benício
Atriz – Série:
Andrea Beltrão
Ator – Série:
Domingos Montagner
Prêmio Contigo! de TV 

← 2012  ·  2014 →
O Prêmio Contigo! de TV de 2013 foi a 15ª edição que premiou os melhores do ano de 2012, a premiação ocorreu em 13 de maio de 2013 no Golden Room, do Copacabana Palace. A revista Contigo! distribui prêmios em treze categorias com concorrentes indicados pelo seu conselho editorial. As categorias são: novela, autor de novela, diretor de novela, ator de novela, ator coadjuvante, atriz coadjuvante, ator infantil, atriz infantil, atriz de novela, ator de série/minissérie, atriz de série/minissérie, revelação da TV e séries e minisséries.
A grande vencedora da noite foi a novela Avenida Brasil, com 7 prêmios, incluindo Melhor Novela, Melhor Ator e Melhor Atriz.

## Presentes
- Adriana Esteves
- Fernanda Torres
- Andréa Beltrão
- Luis Fernando Guimarães
- Tarcísio Meira
- Glória Menezes
- Isabeli Fontana
- Laura Cardoso
- Nanda Costa
- Jean Paulo Campos
- Domingos Montagner
- Fátima Bernardes
- Larissa Manoela
- Ricardo Waddington
- Ana Karolina Lannes
- Marcos Caruso
- Maísa Silva
- Rosanne Mulholland
- Mel Maia
- Titina Medeiros
- José de Abreu
- Laryssa Dias
- Totia Meirelles
- Juliano Cazarré
- Thiago Fragoso
- Cauã Reymond
- Luiz Felipe Mello
- Ricardo Tozzi
- Cacau Protásio
- Leticia Isnard
- Lucas Santos
- Marina Ruy Barbosa
- Stênio Garcia
- Mayana Moura
- Carolina Dieckmann
- Tiago Abravanel
- Liminha
- Juliana Knust
- Laura Barreto
- Kiria Malheiros
- Bernardo Simões
- Antônia Fontenelle
- Cauê Campos
- Danton Mello
- Mariana Vaz
- Thiago Fragoso
- Ágatha Moreira
- Stefany Vaz
- Marcella Rica

## Resumo
| Programa                       | Indicações | Prêmios |
| ------------------------------ | ---------- | ------- |
| Avenida Brasil                 | 17         | 7       |
| Salve Jorge                    | 11         | 1       |
| Carrossel                      | 8          | 1       |
| Balacobaco                     | 8          | 0       |
| Lado a Lado                    | 6          | 0       |
| Cheias de Charme               | 5          | 1       |
| Tapas & Beijos                 | 5          | 1       |
| Gabriela                       | 4          | 1       |
| Guerra dos Sexos               | 4          | 0       |
| Amor Eterno Amor               | 3          | 0       |
| Como Aproveitar o Fim do Mundo | 3          | 0       |
| Louco por Elas                 | 3          | 0       |
| Rei Davi                       | 3          | 0       |
| As Brasileiras                 | 2          | 1       |
| Malhação                       | 2          | 0       |
| O Brado Retumbante             | 1          | 1       |

## Vencedores e indicados
| Melhor Novela | Melhor Série ou Minissérie |
| --- | --- |

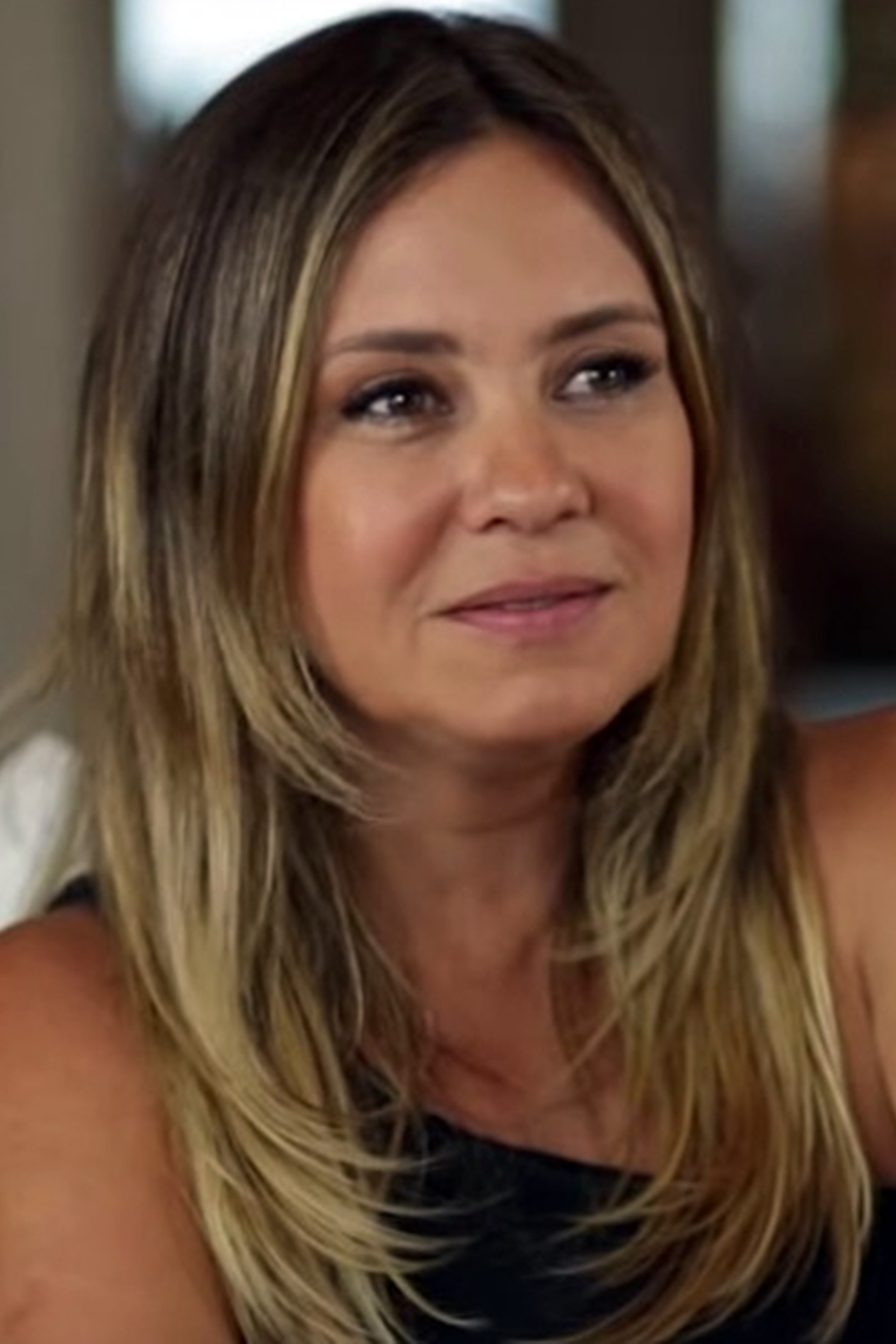
Adriana Esteves, Atriz de Novela

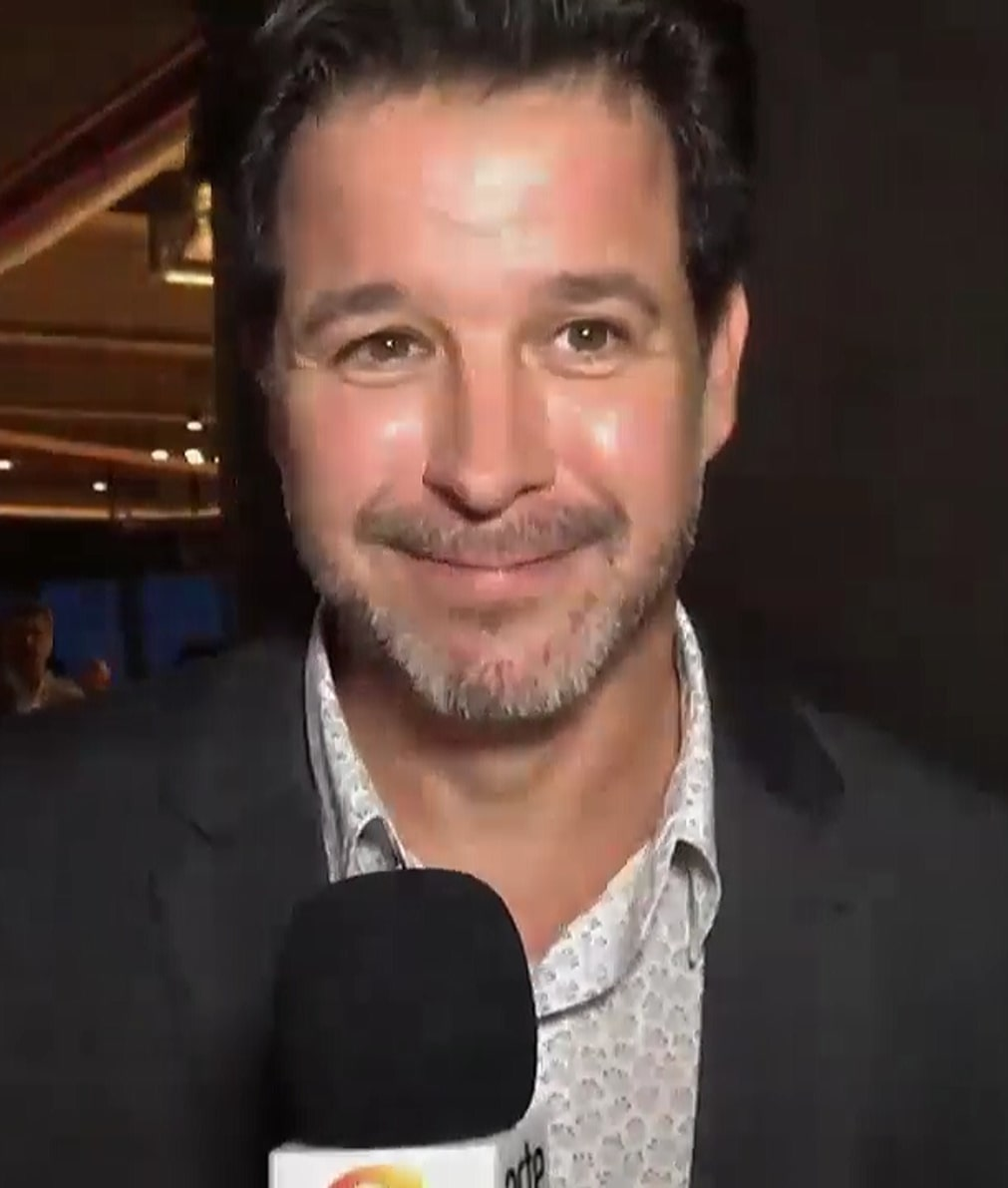
Murilo Benício, Ator de Novela

Domingos Montagner, Ator de Série

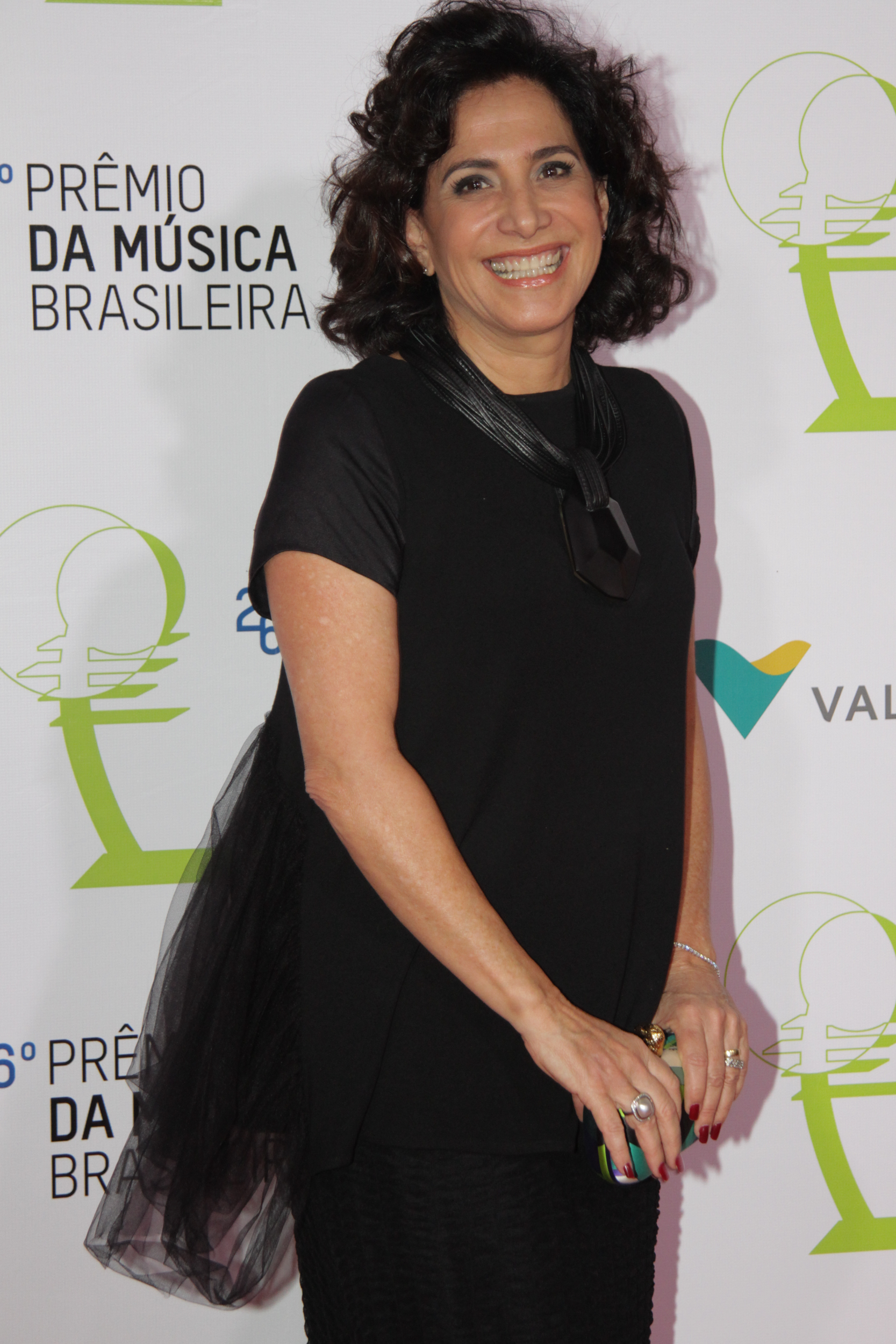
Totia Meireles, Atriz Coadjuvante

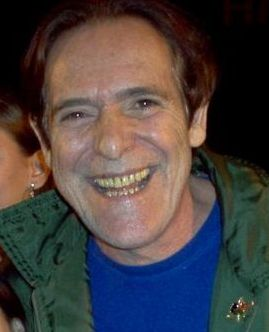
José de Abreu, Ator Coadjuvante

| - Avenida Brasil - (Rede Globo) - Amor Eterno Amor - (Rede Globo) - Balacobaco - (RecordTV) - Carrossel - (SBT) - Cheias de Charme - (Rede Globo) - Lado a Lado - (Rede Globo) - Salve Jorge - (Rede Globo) | - As Brasileiras - (Rede Globo) - Como Aproveitar o Fim do Mundo - (Rede Globo) - Dercy de Verdade - (Rede Globo) - Louco por Elas - (Rede Globo) - Rei Davi - (RecordTV) - Tapas & Beijos - (Rede Globo)                                                                                   |
| Melhor Atriz de Novela | Melhor Ator de Novela |
| - Adriana Esteves - (Avenida Brasil) - Débora Falabella - (Avenida Brasil) - Giovanna Antonelli - (Salve Jorge) - Juliana Silveira - (Balacobaco) - Marjorie Estiano - (Lado a Lado) - Nanda Costa - (Salve Jorge) - Rosanne Mulholland - (Carrossel)                                                                                            | - Murilo Benício - (Avenida Brasil) - Alexandre Nero - (Salve Jorge) - Bruno Ferrari - (Balacobaco) - Cauã Reymond - (Avenida Brasil) - Reynaldo Gianecchini - (Guerra dos Sexos) - Thiago Fragoso - (Lado a Lado) - Victor Pecoraro - (Balacobaco)                                         |
| Melhor Atriz de Série ou Minissérie | Melhor Ator de Série ou Minissérie |
| - Andrea Beltrão - (Tapas & Beijos) - Alinne Moraes - (Como Aproveitar o Fim do Mundo) - Cléo Pires - (As Brasileiras) - Deborah Secco - (Louco por Elas) - Fernanda Torres - (Tapas & Beijos) - Renata Dominguez - (Rei Davi) | - Domingos Montagner - (O Brado Retumbante) - Danton Mello - (Como Aproveitar o Fim do Mundo) - Eduardo Moscovis - (Louco por Elas) - Fábio Assunção - (Tapas & Beijos) - Leonardo Brício - (Rei Davi) - Vladimir Brichta - (Tapas & Beijos)                                                |
| Melhor Atriz Coadjuvante | Melhor Ator Coadjuvante |
| - Totia Meirelles - (Salve Jorge) - Carolina Dieckmann - (Salve Jorge) - Débora Nascimento - (Avenida Brasil) - Giovanna Lancellotti - (Gabriela) - Laura Cardoso - (Gabriela) - Solange Couto - (Balacobaco) - Vera Holtz - (Avenida Brasil) | - José de Abreu - (Avenida Brasil) - David Lucas - (Malhação) - Eriberto Leão - (Guerra dos Sexos) - Juliano Cazarré - (Avenida Brasil) - Marcos Caruso - (Avenida Brasil) - Rodrigo Andrade - (Gabriela) - Silvio Guindane - (Balacobaco)                                                  |
| Melhor Atriz Infantil | Melhor Ator Infantil |
| - Mel Maia - (Avenida Brasil) - Ana Karolina Lannes - (Avenida Brasil) - Kiria Malheiros - (Salve Jorge) - Larissa Manoela - (Carrossel) - Luiza Gonzales - (Amor Eterno Amor) - Maísa Silva - (Carrossel) | - Jean Paulo Campos - (Carrossel) - Bernardo Simões - (Avenida Brasil) - Cauê Campos - (Lado a Lado) - Lucas Santos - (Carrossel) - Luiz Felipe Mello - (Salve Jorge) - Xande Valois - (Malhação)                                                                                           |
| Revelação da TV | Melhor Autor(a) de Novela |
| - Ivete Sangalo - (Gabriela) - Titina Medeiros - (Cheias de Charme) - Cacau Protásio - (Avenida Brasil) - Daniel Rocha - (Avenida Brasil) - Raquel Bertani - (Guerra dos Sexos) - Tiago Abravanel - (Salve Jorge) | - João Emanuel Carneiro - (Avenida Brasil) - Claudia Lages e João Ximenes Braga - (Lado a Lado) - Elizabeth Jhin - (Amor Eterno Amor) - Filipe Miguez e Izabel de Oliveira - (Cheias de Charme) - Gisele Joras - (Balacobaco) - Glória Perez - (Salve Jorge) - Íris Abravanel - (Carrossel) |
| Melhor Diretor(a) de Novela | |
| - Amora Mautner, José Luiz Villamarim e Ricardo Waddington - (Avenida Brasil) - Carlos Araujo e Denise Saraceni - (Cheias de Charme) - Denis Carvalho e Vinícius Coimbra - (Lado a Lado) - Edson Spinello - (Balacobaco) - Jorge Fernando - (Guerra dos Sexos) - Marcos Schechtman e Fred Mayrink - (Salve Jorge) - Reynaldo Boury - (Carrossel) | |

## Prêmios especiais
- Mulheres Extraordinárias: Fátima Bernardes[10]
- 50 Anos de Carreira: Tarcísio Meira e Glória Menezes